# 슬로베니아 철도

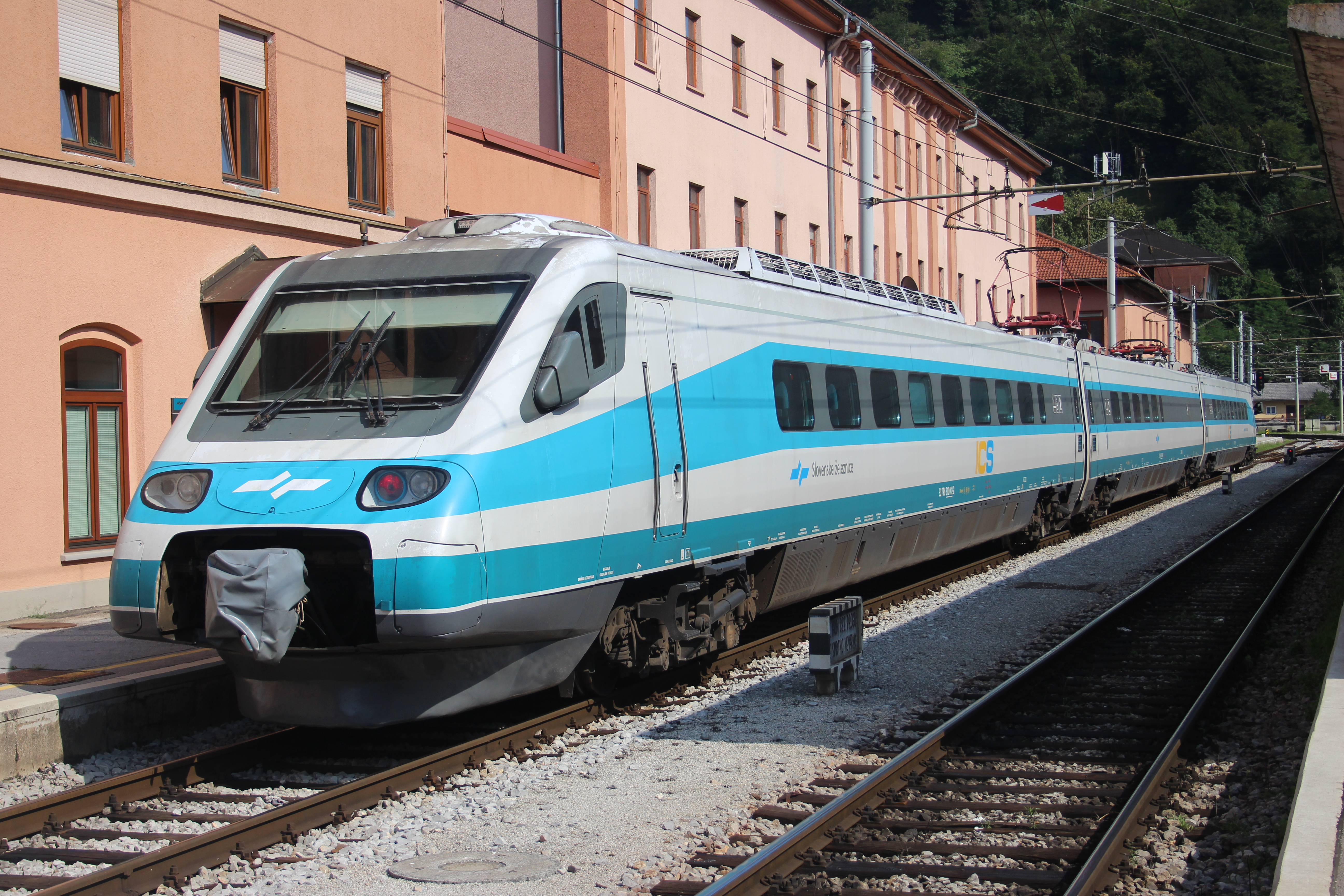
슬로베니아 철도 310계 전철

슬로베니아 철도(슬로베니아어: Slovenske železnice, SŽ)는 슬로베니아의 국영 철도 회사로, 1991년 설립되었다. 유고슬라비아가 해체된 후 1991년 유고슬라비아 철도의 류블랴나 지부에서 창설되었다.
슬로베니아 전역의 역에는 수많은 구 유고슬라비아 철도 증기 기관차가 전시되어 있으며, 류블랴나에는 슬로베니아 철도 박물관이 있다.